# Cordilheira da Costa do Pacífico Sul

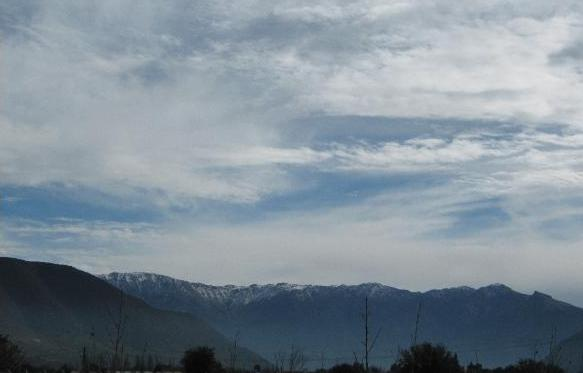

A Cordilheira da Costa do Pacífico Sul é uma das quatro macro-formas do relevo chileno. Se desenvolve em um sentido norte-sul, e se localiza sobre o atual território terrestre chileno.
Ainda quando que esta cordilheira é mais baixa que a Cordilheira dos Andes, tem uma origem geológica muito mais antiga.
Começa no Cerro Camaraca, ao sul de Arica para desaparecer na Península de Taitao, Região de Aisén do General Carlos Ibáñez del Campo. Se bem este cordão montanhoso está cortado por numerosos rios que nascem da Cordilheira dos Andes, não desaparece como tal até que termina no Sarao, Piuché e Pirulil na Ilha Grande de Chiloé. Ao sul desta ilha apenas emergem os cumes do que foi a cordilheira nas ilhas do Arquipélago de Chonos.
As alturas máximas da cordilheira da Costa se encontram na Serra Vicuña Mackenna, ao sul de Antofagasta com 3000 m de altitude, e na Zona Central do Chile com os Altos de Cantillana (2281 m), Morro Chache (2338 m) Cerro El Roble (2222 m) em Caleu, Cerro Vizcachas (2045 m) e Cerro La Campana (1880 m).
O ponto mais estreito entre a cordilheira da Costa e a Cordilheira dos Andes é a angostura de Paine, que separa a Região Metropolitana de Santiago da Região do Libertador General Bernardo O'Higgins. Ao estar próxima do litoral é mais fácil sua erosão.